# Fargesia dracocephala
Espèce
Fargesia dracocephala est une espèce de plantes de la famille des Poacées, sous-famille des Bambusoideae, originaire de Chine. 
Ces bambous sont des plantes vivaces, cespiteuses (bambous non-traçants), aux rhizomes courts (pachymorphes), aux tiges (chaumes) ligneuses, de 3 à 5 m de long.
Fargesia dracocephala est la principale espèce de bambous consommée par le panda géant.
En Occident, les bambous vendus dans les jardineries sous le nom de Fargesia dracocephala sont souvent des spécimens d'une autre espèce, Fargesia apicirubens. Pour ajouter à la confusion, le cultivar le plus répandu de Fargesia dracocephala est parfois vendu en Occident sous le nom de Fargesia rufa, qui est une espèce distincte. Lorsqu'il est correctement nommé, ce cultivar est Fargesia dracocephala cv. 'Rufa'.